# 安東能明
安東能明（日语：／ Ando Yoshiaki，1966年3月28日—），本名安藤能明，是一名日本著名推理小說作家，畢業於明治大學經濟學系。安東能明於1993年發表《真空迴旋》出道，並入圍日本推理懸疑小說大獎，翌年發表的《死亡從上而降》即獲得該獎。2001年，以虐待兒童為主童的《鬼子母神》獲得第一屆恐怖懸疑小說大獎的特別獎。2010年，終憑《隨監》獲得日本推理作家協會獎。